# Penne à la sicilienne
 (février 2025).
 (avril 2024).

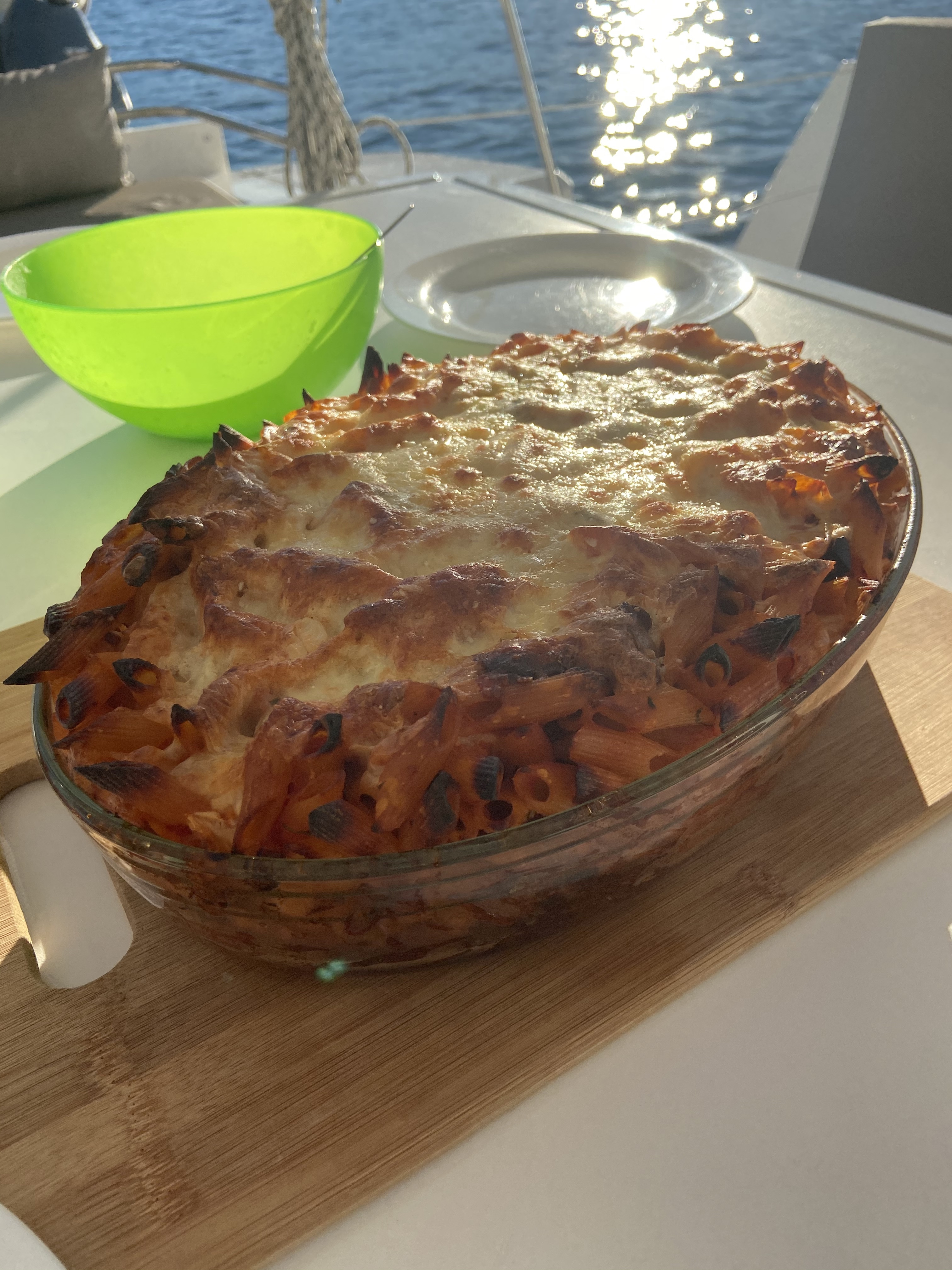
Aperçu du plat sorti du four.

L'appellation  penne à la sicilienne désigne une spécialité culinaire de la région de Sicile en Italie. Cette recette met en valeur les ingrédients méditerranéens frais et traditionnels de la région.

## Ingrédients
Ce plat est constitué d'aubergines, d'ail, de courgettes, de pâtes (de type penne), d'huile d'olive, de tomates, d'oignons, de mozzarella, d'olives noires et de basilic.

## Histoire
L'histoire de ce plat correspond à celle de la cuisine sicilienne. Celle-ci a pour caractéristique l'utilisation d'ingrédients frais et locaux. Les pennes siciliennes sont un bel exemple de l'histoire de cette terre et représentent la diversité de la cuisine italienne ainsi que son héritage culinaire[réf. souhaitée].